# 新富駅 (桃園市)
新富駅（しんふえき）は、台湾桃園市楊梅区にある台湾鉄路管理局縦貫線の駅。
富岡車両基地供用後に富岡基地駅の名称で従業員通勤駅として使われていたが、現在の駅名に改称され、台鉄捷運化の一環で旅客駅化される。旅客化後は運行間隔はラッシュ時約10分ごと、それ以外の時間帯は20-30分ごとに区間車が停車。桃園市に位置する駅では唯一の無人駅(招呼駅)となる。

## 歴史
- 2013年1月10日 - 台鉄富岡車両基地稼働とともに職員通勤駅が供用[3]。
- 2017年9月6日 - 旅客駅として開業[4]。

## 駅構造
相対式ホーム2面2線の地上駅。下り南下ホーム（1番線）側にのみ出入口がある。このため上り北上ホーム（2番線）へは下りホームの地下道経由でしか行き来できない。地下道には富岡車両基地への職員専用出入口がある。上りホームは幅が狭く、固定ホーム柵が施されている。無人駅のため、入口にIC乗車カードの端末が設置されているだけである。
| 地上階                           |  |                                                 |
| 相対式ホーム、左側のドアが開く。 |  |                                                 |
| 2号ホーム                        |  | →■西部幹線（上り）桃園・台北・基隆方面（富岡）→ |
| 1号ホーム                        |  | ←■西部幹線（下り）新竹・台中方面（北湖）        |
| 相対式ホーム、左側のドアが開く。 |  |                                                 |

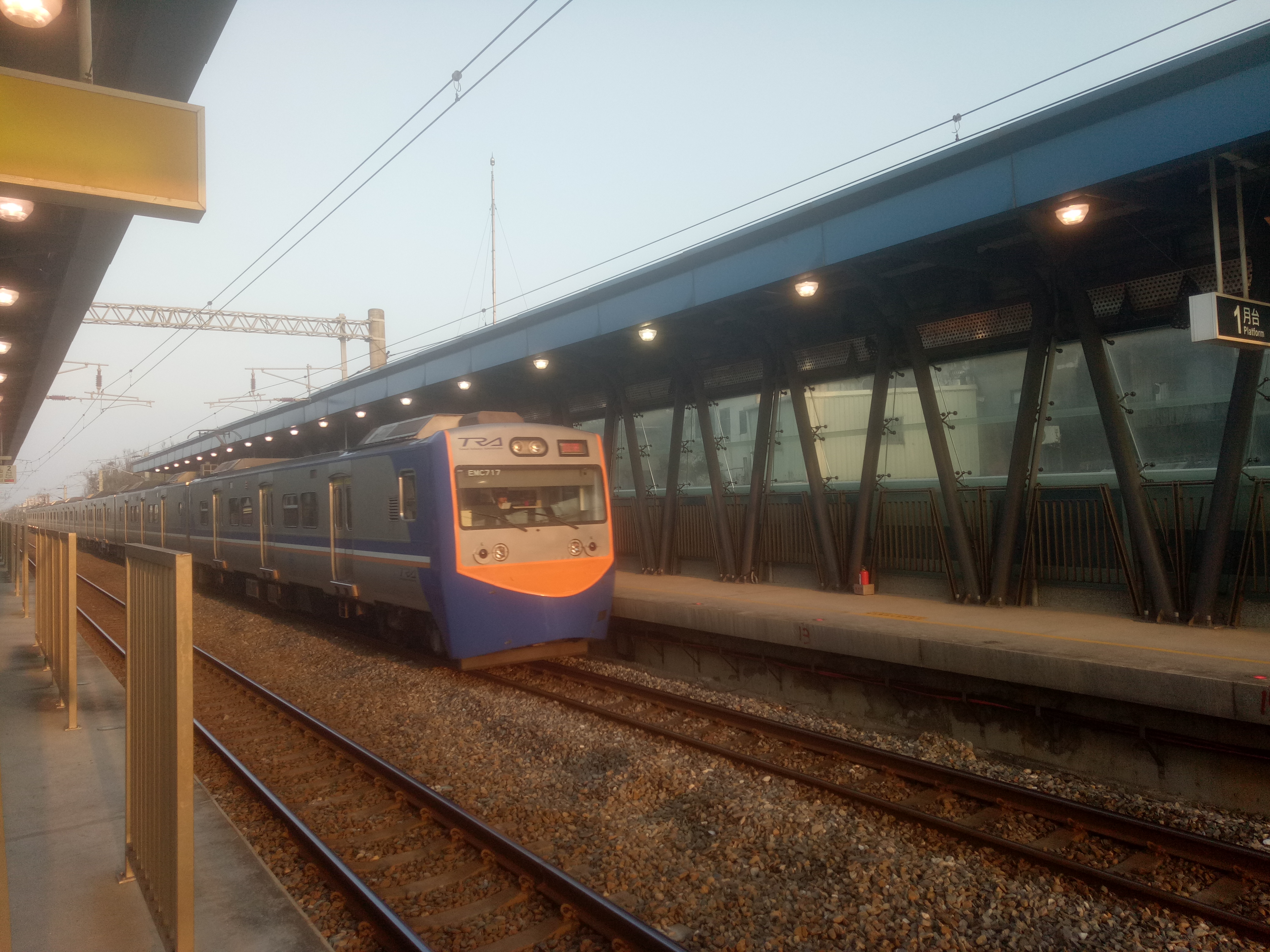
ホーム
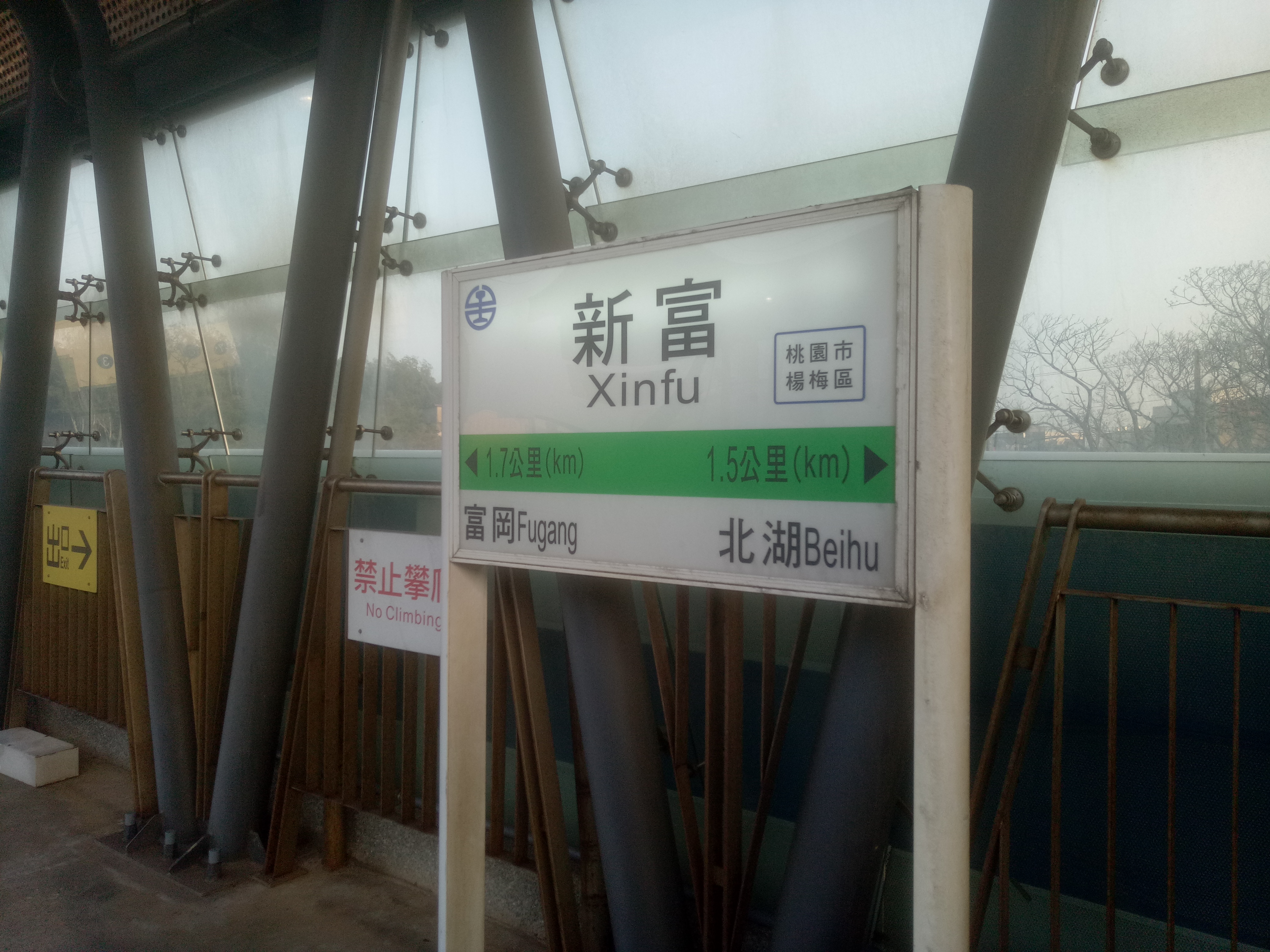
駅名標(2018年3月)

## 利用状況
| 2017年- | 2017年- | 2017年- | 2017年- | 2017年- | 2017年- | 2017年- |
| 年      | 年間    | 年間    | 年間    | 年間    | 1日平均 | 1日平均 |
| 年      | 乗車    | 下車    | 乗降計  | 出典    | 乗車    | 乗降計  |
| ------- | ------- | ------- | ------- | ------- | ------- | ------- |
| 2017    | 4,559   | 5,896   | 10,455  | [ 12 ]  | 39      | 89      |
| 2018    | 20,965  | 26,997  | 47,962  | [ 13 ]  | 57      | 131     |
| 2019    | 26,532  | 33,852  | 60,384  | [ 14 ]  | 73      | 165     |
| 2020    | 24,130  | 30,618  | 54,748  | [ 15 ]  | 66      | 150     |
| 2021    | 20,760  | 25,281  | 46,041  | [ 16 ]  | 57      | 126     |

## 駅周辺
- 富岡車両基地
- 伯公岡公園 - 「富岡鉄道芸術園区」が造成中[17]
- 新明街（市道109号）

## 路線バス
最寄り停留所は「下埤」
- 桃園市市区公車（中国語版）
  - 新竹客運（中国語版）：5624(中壢 - 湖口)

## 隣の駅
台湾鉄路管理局
縦貫線北段
富岡駅 - 新富駅 - 北湖駅